# 한국의 쌀 문화

쌀은 한국 경제와 문화에서 중요한 부분을 차지한다. 한국인들은 오래 전부터 쌀을 소비해왔으며, 식단에서 빼놓을 수 없는 재료 중 하나이다. 그래서 쌀을 이용한 요리의 종류도 많고, 쌀과 관련된 지역 축제도 많고, 쌀과 관련된 속담도 많다.

## 한국의 쌀 가공식품
| 생산품목 | 생산품목    | 분류기준                                                                                    |
| 대분류   | 소분류      | 분류기준                                                                                    |
| -------- | ----------- | ------------------------------------------------------------------------------------------- |
| 떡면류   | 즉석 떡면류 | 즉석으로 조리가 가능한 떡국떡, 떡볶이떡, 국수, 라면 등의 즉석 식품                          |
| 떡면류   | 떡면류      | 떡류, 국수, 생면 등                                                                         |
| 떡면류   | 전통떡류    | 인절미, 절편 등 전통떡                                                                      |
| 쌀과자   | 쌀과자      | 비스킷, 건빵, 스낵 등의 쌀과자 비스킷, 건빵, 스낵 등의 쌀과자                               |
| 쌀과자   | 한과류      | 쌀강정, 유과 등의 전통 한과류 제품                                                          |
| 쌀과자   | 쌀튀밥      | 쌀을 단순 퍼핑한 상태의 쌀과자                                                              |
| 쌀과자   | 누룽지      | 누룽지 및 누룽지 형태의 과자                                                                |
| 쌀가루   | 생미분      | 쌀을 건식으로 단순 분쇄한 쌀가루 제품                                                       |
| 쌀가루   | 알파미분    | 알파미분, 활곡, 익스트루더 미분, 볶음 쌀가루 등의 제품으로 쌀의 성분이 호화된 형태의 쌀가루 |
| 쌀가루   | 습식미분    | 침지공정 등의 공정과정을 거쳐 습식으로 분쇄한 쌀가루 제품                                   |
| 주류     | 탁약주      | 탁주와 약주 제품                                                                            |
| 주류     | 소주        | 소주제품                                                                                    |
| 주류     | 맥주        | 맥주제품                                                                                    |
| 주류     | 청주        | 청주제품                                                                                    |
| 조미식품 | 엿류        | 엿 및 조청류 제품                                                                           |
| 조미식품 | 장류        | 고추장, 된장, 간장 제품                                                                     |
| 조미식품 | 식초        | 식초제품                                                                                    |
| 기타     | 죽류        | 죽류제품                                                                                    |
| 기타     | 식혜        | 식혜류 식품                                                                                 |
| 기타     | 스낵 부원료 | 스낵류 과자 부원료                                                                          |
| 기타     | 꼬치류      | 꼬치에 끼운 쌀제품                                                                          |
| 기타     | 선식류      | 미숫가루 등 선식제품                                                                        |
| 기타     | 쌀음료      | 쌀음료 제품                                                                                 |
| 기타     | 쌀빵        | 빵류제품                                                                                    |
| 기타     | 가공쌀밥    | 무균화 포장쌀밥, 리토르트 포장쌀밥, 냉동쌀밥, 건조쌀밥, 컵라이스                            |
| 기타     | 쌀라면      | 라면류                                                                                      |

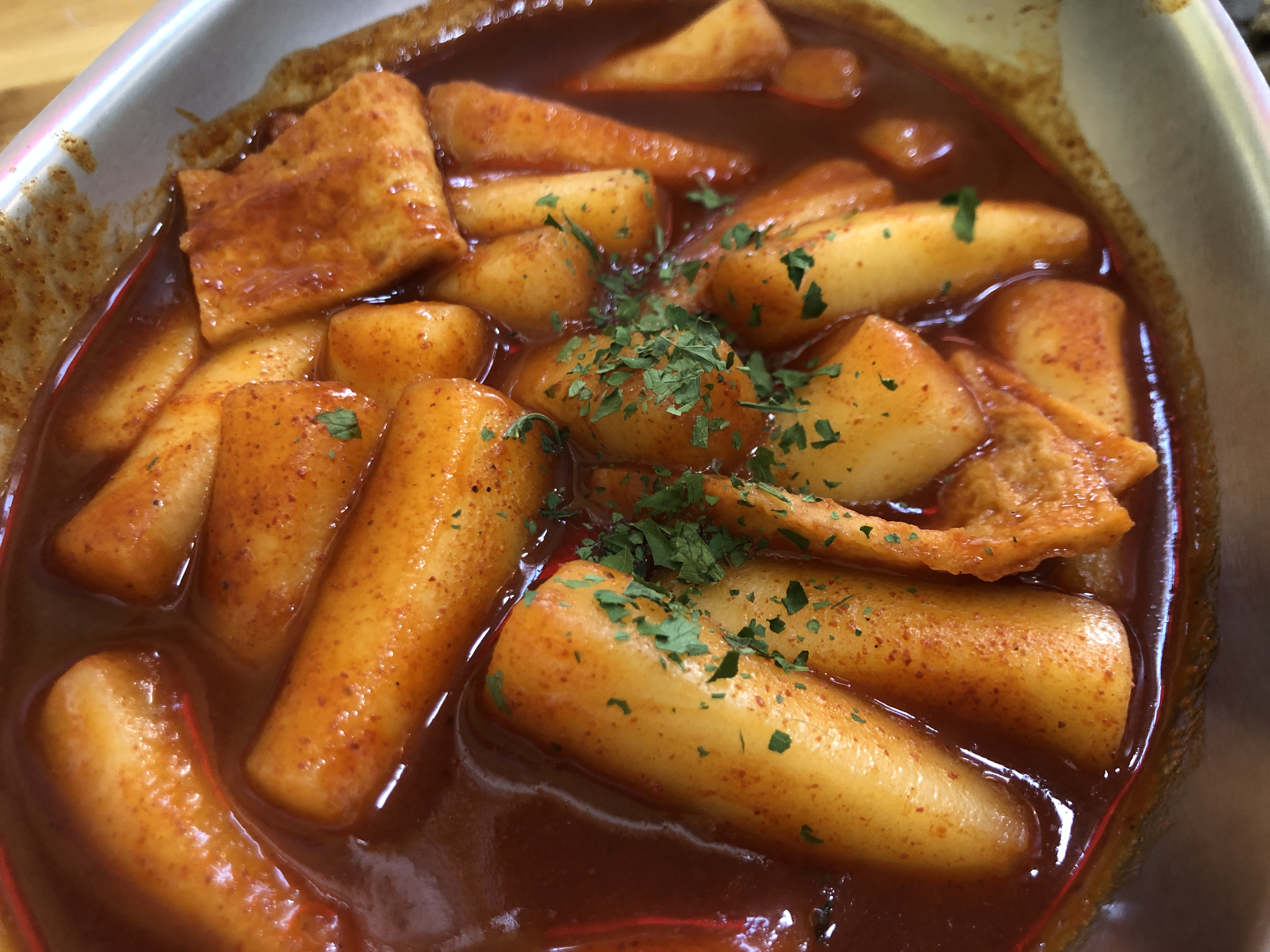
떡볶이
떡과 부재료를 양념에 볶거나 끓여서 먹는 한국 요리이다. 떡볶이에 들어가는 떡이 무슨 원료로 만들었느냐에 따라 크게 '밀 떡볶이'와 '쌀 떡볶이'로 나뉜다  한국의 대표 국민 분식 중의 하나이자, 대표적인 길거리 음식 중의 하나이기도 하다. 한 조사에서는 한국인이 좋아하는 한식 10위에 랭크된 바 있으며, 대중적 인기로는 분식 중 최고봉이라 할 만한 인기를 자랑한다.

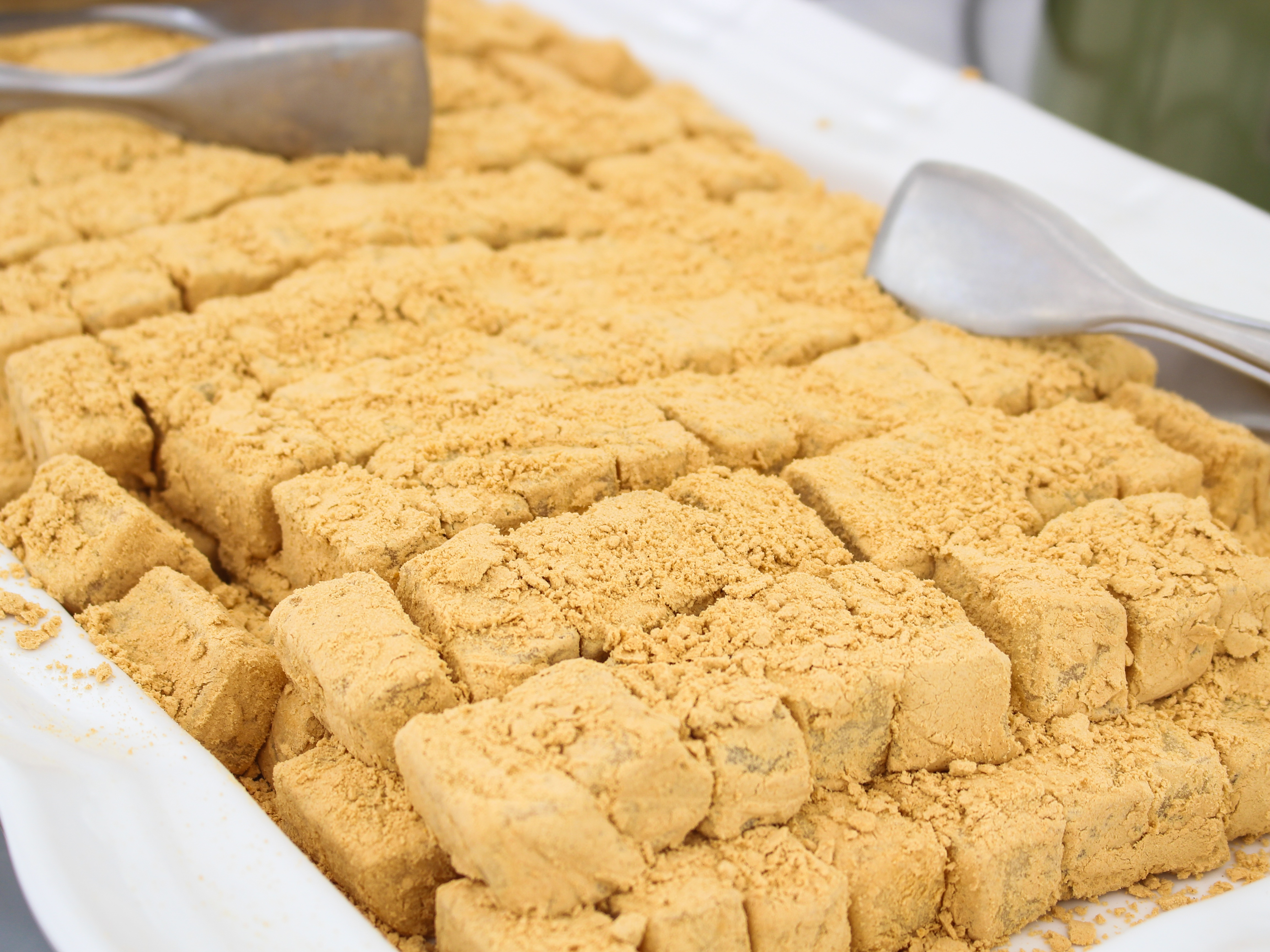
인절미
찹쌀이나 찹쌀가루를 시루로 찐 후 절구로 찧어 적당한 크기로 잘라 고물을 묻힌 떡이다. 제삿상, 잔칫상에서 빼놓지 않고 올리는 대중적인 떡으로서, 소화가 잘 되고 칼로리가 높으며 찹쌀떡, 절편, 가래떡, 송편, 꿀떡등과 함께 아이들에게 인기가 많다. 콩고물 특유의 고소하면서도 은은한 단맛덕에 건강한 음식이라는 이미지가 있어서 떡을 선호하지 않는 서양인에게도 거부감이 상대적으로 적은 편이다.

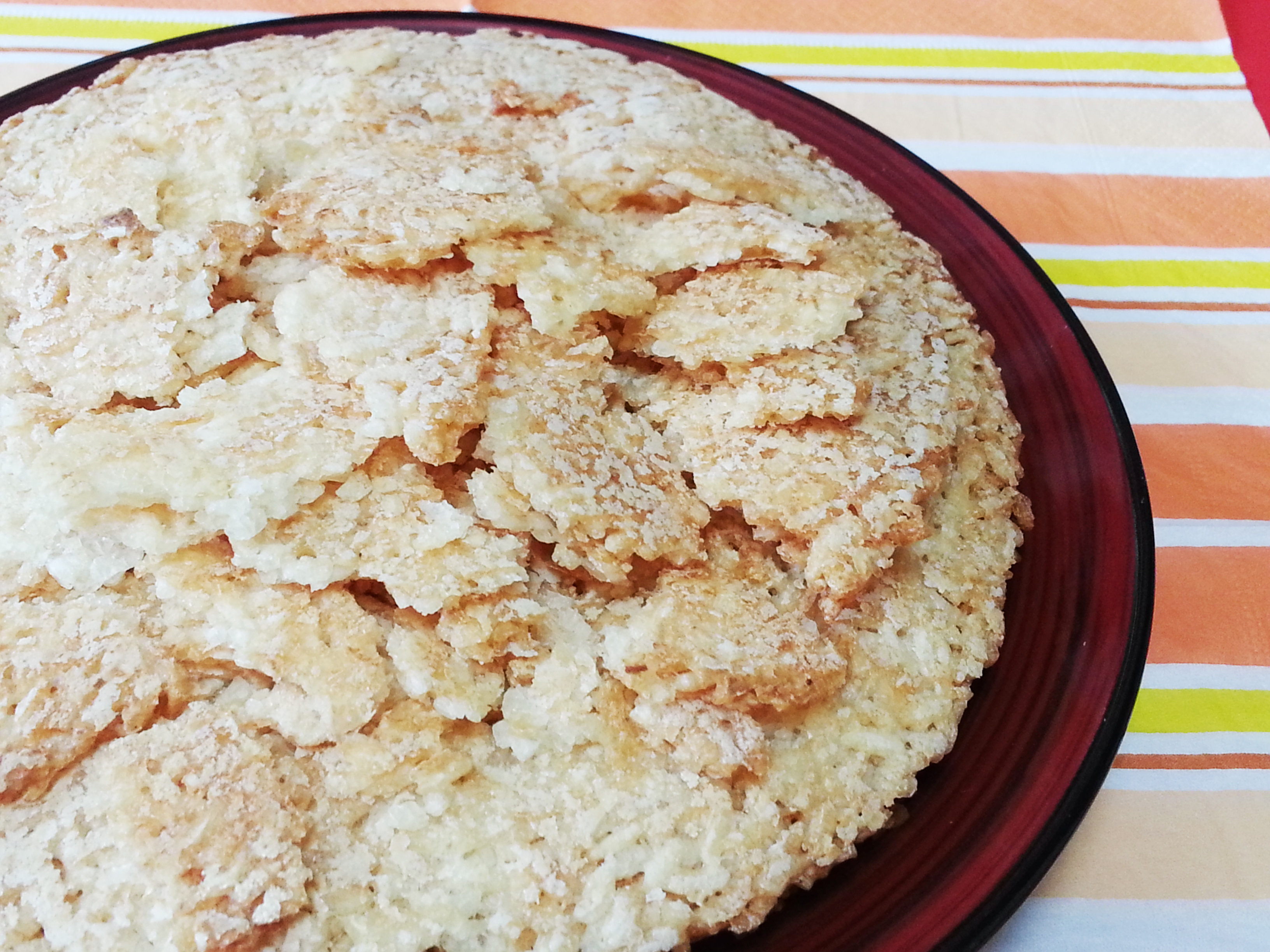
누룽지
가마솥 바닥에 눌어붙은 밥을 의미한다. 전기밥솥이 보급되기 전 가마솥을 쓰던 시절에는 밥을 할 때마다 누룽지가 반드시 생기기 마련이라 이를 여러 가지 용도로 쓰곤 했다. 대개 가마솥에 눌은 누룽지에다가 물을 넣고 끓여서 숭늉을 만드는 게 일반적이고 누룽지탕 같은 요리에 쓰거나 말려서 보관해뒀다가 과자처럼 먹는 경우가 있다.
죽

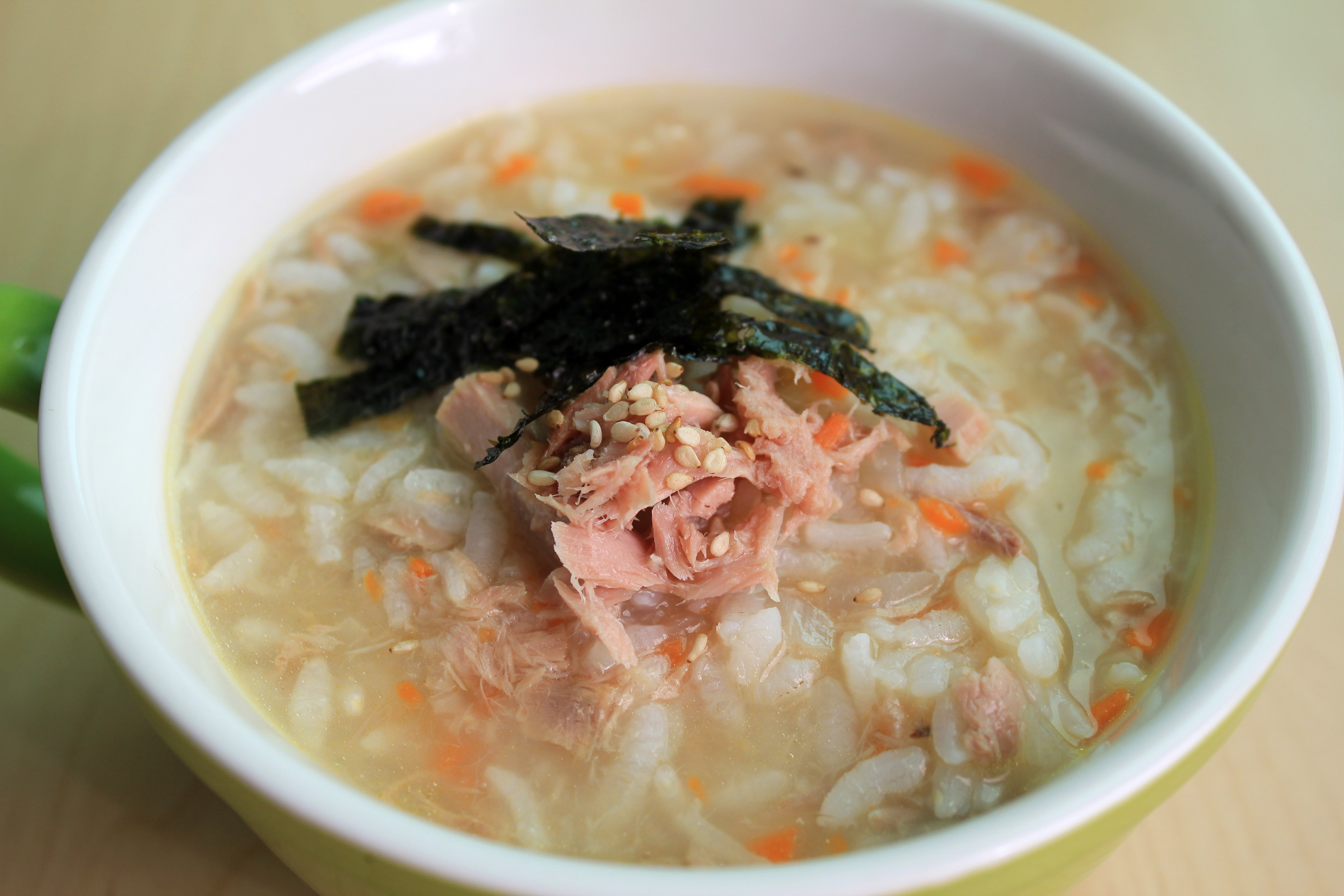
김치죽

쌀을 불려서 묽게 끓여낸 음식이다. 발치, 치아 교정, 치통 등 치과 관련 질환이 있거나 감기에 걸렸을 때 일반식을 섭취할 수가 없어서 식사 대용으로 먹는다. 흰죽은 조리가 엄청나게 간단하다. 쌀을 물에 불리거나 갈거나 한 것을 냄비에 넣어서 푹 쑤면 완성된다. 기호에 따라 야채를 넣은 야채죽, 전복을 넣은 전복죽 등으로 만들어 먹기도 한다.
식혜
식혜는 한국의 전통 음료 중 하나로, 엿기름과 쌀밥을 같이 삭혀 만드는 곡물 음료이다. 수정과처럼 추석, 설날 같은 명절에 주로 마시며, 일상에서도 음료수로서 널리 사랑 받아 가정에서 만들어 먹거나 캔이나 페트병에 담겨 판매되는 것을 쉽게 찾아볼 수 있다. 곡물의 고소한 향과 엿당의 단맛이 어우러져 남녀노소 누구나 즐길 수 있는 대중의 음료이며, 마신 뒤 바닥에 가라앉은 쌀을 떠 먹는 것도 별미이다.

## 쌀 관련 축제
이천 쌀 문화 축제는 한국의 이천시에서 주관하는 지역 축제이다. 이천은 지리적으로 쌀 재배가 우수한 지역으로 알려져 있으며, 이천쌀은 맛이 좋기로 유명하여 매년 가을에 이천쌀의 우수성과 맛을 알리기 위해 개최된다.
진천 쌀 축제는 충청북도 진천에서 10월에 열리는 축제이다. 쌀 등 지역 농산물의 소비자 생산자 간 직거래를 유도하고 진천의 이미지를 홍보한다.
당진쌀축제는 쌀 가공식품 등 쌀을 활용한 다양한 먹거리를 중심으로 전통놀이 체험, 쌀농사 체험, 쌀 가공식품 체험 등의 축제 프로그램으로 구성되며 당진 농산물 직거래 장터도 열린다. 또한 인근 관광지와 연계해 차별화된 관광을 즐길 수 있다.
여주 오곡나루 축제는 여주 농업인의 정성이 들어간 농산품을 소개∙판매하고 나루터의 거리를 재현해 진정한 여주의 맛과 멋을 즐길 수 있도록 한 축제이다.

## 같이 보기
- 한국의 쌀 생산